# 浜中俊
- 濱中俊

浜中 俊（はまなか すぐる、1988年12月25日 - ）は、日本中央競馬会 (JRA) ・栗東トレーニングセンターに所属する騎手。
戸籍上の表記は旧字体が含まれた濱中だが、JRAでは旧字体での登録が認められていないため、一部の地方競馬を除いて新字体の浜中に修正して表記される。

## 来歴
小学2年から空手を習い、小学5年から故郷である福岡・小倉で乗馬を始め、2004年に競馬学校へ入学。2007年栗東の坂口正大厩舎所属騎手としてデビュー。同期には藤岡康太、丸田恭介、荻野琢真らがいる。同年4月7日に初勝利を挙げ、デビュー初年度は20勝を挙げ同期では藤岡康太の24勝に次ぐ成績を収める。なお当初は平地競走・障害競走双方の免許を保持していたが、のちに騎乗機会のないまま障害免許は返上している。
2008年9月7日、小倉2歳ステークスをデグラーティアで優勝、中央競馬の重賞初制覇。このほか中京や地元・小倉などの西日本のローカル開催を中心に騎乗し、小倉ターフ賞を受賞。前年度を大きく上回る73勝を挙げる。
2009年2月28日、小倉2Rでウォークラウンに騎乗して1着になり、1329戦目でJRA通算100勝を達成。翌3月1日には小倉11Rでシャウトラインに騎乗し1着となり、通算勝利数101勝をマークし自力で見習騎手を卒業。同年10月には菊花賞をスリーロールスで制し、中央競馬のGI競走初制覇を達成している。

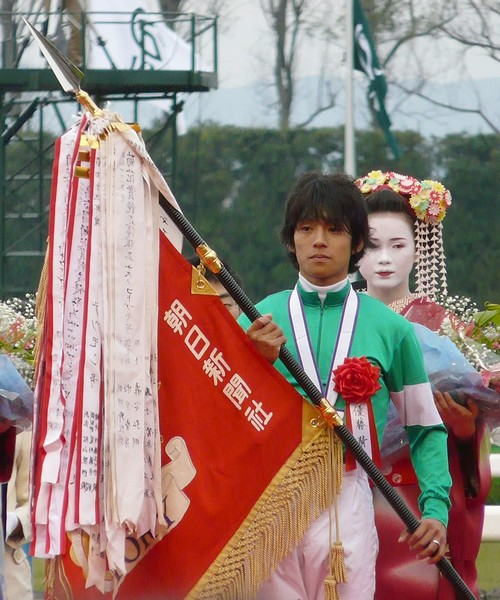
2009年菊花賞表彰式

2012年1月9日京都1Rでタマモクララに騎乗して1着になり、現役43人目となるJRA通算300勝を達成した。同年9月22日には自身初の年間100勝を達成。デビューから6年目での達成は、史上4位タイの記録である。最終的に131勝をあげ武豊（1989年、当時20歳）・福永洋一（1970年、当時22歳）に次ぐ24歳の若さで自身初の全国リーディングジョッキーを獲得。また、グレード制導入以降で当該年GI未勝利リーディングジョッキーは岡部幸雄（1987年）、柴田政人（1988年）以来24年ぶり3人目（浜中に関しては2着も0回）。ただし、地方交流競走との合算勝利数では岩田康誠が上回ったため、JRA賞最多勝利騎手の受賞はならなかった。同年9月24日には阪神10RムーンライトHCをアドマイヤタイシで1着となり、現役35人目となるJRA通算400勝を達成。
2013年1月23日、TCK女王盃をメーデイアで大井競馬場初騎乗初勝利を果たす。中央競馬ではフェブラリーステークスをグレープブランデーで勝利し、久々のGI勝利をあげた。同年7月20日、中京2Rでトウカイバイタルに騎乗してになり、現役31人目となる通算500勝を達成。デビューから6年4カ月での達成は、武豊、加賀武見に続く史上3番目のスピード記録。
2014年6月29日阪神6Rでスペキュレーターに騎乗して1着になり、中央競馬史上66人目、現役では28人目となるJRA通算600勝を達成した。同年はNHKマイルカップでミッキーアイルに、秋華賞でショウナンパンドラに騎乗して優勝。
2015年3月16日、中京競馬10Rでアキトクレッセントに騎乗して1着になり、武豊に次ぐ史上2位のスピード記録で中央競馬史上54人目、現役では23人目となるJRA通算700勝を6354戦目で達成した。また同年はミッキークイーンで優駿牝馬と秋華賞で牝馬2冠を達成。天皇賞・秋では騎乗停止の川田将雅の代打としてラブリーデイに騎乗し、勝利する。
2016年8月8日、小倉3Rでモンストルコントに騎乗して1着になり、史上46人目、現役では21人目となるJRA通算800勝を7208戦目で達成した。同年のマイルチャンピオンシップでミッキーアイルを2年ぶりにGI勝利に導くも、ゴール前の斜行により騎乗停止8日の処分を受ける。被害馬の多さもあり、この件に関しては関係者及びファンの間で大きな波紋を呼んだ。
2017年の函館2歳ステークスを勝利して以降、およそ1年以上中央の重賞では勝ち鞍を挙げられなかった(ただし地方交流重賞は勝利している)が、2019年春のアーリントンカップで久々の重賞タイトルを獲得。更に同年、ロジャーバローズで挑んだ東京優駿では12番人気の低評価を覆して勝利。ダービージョッキーの称号を得た。
2018年2月4日、東京12Rをシャンデリアハウスに騎乗して1着になり、史上40人目、現役では18人目となるJRA通算900勝を8161戦目で達成した。
2019年8月17日小倉9Rでアールスターに騎乗し1着、史上36人目・現役19人目となるJRA通算1000勝を達成した。なおデビュー12年5か月12日での達成は武豊に次ぐ、史上2番目の速さでの記録となる。
2021年10月3日、中山11R・GIスプリンターズステークスでジャンダルムに騎乗し、史上46人目、現役では31人目のJRA通算10,000回騎乗を達成した。
2022年4月24日、阪神11RのGIIマイラーズカップでソウルラッシュに騎乗して1着になり、史上35人目、現役では17人目となるJRA通算1100勝を10234戦目で達成した。
2024年4月10日、同期の藤岡康太が落馬事故により殉職。同月15日に行われた藤岡の葬儀では浜中が同期生代表として弔辞を読んだ。
同年5月19日、京都6Rでデトネイションに騎乗し、史上46人目、現役26人目となるJRA通算1万1000回騎乗を達成した。同年10月26日、京都5Rでミッキーゴールドに騎乗して1着になり、現役では16人目となるJRA通算1200勝を1万1137戦目で達成した。

## 騎乗成績
|            | 日付           | 競馬場・開催  | 競走名                 | 馬名           | 頭数 | 人気 | 着順 |
| ---------- | -------------- | ------------- | ---------------------- | -------------- | ---- | ---- | ---- |
| 初騎乗     | 2007年3月3日   | 1回中京1日4R  | 3歳未勝利              | コレクトシチー | 16頭 | 14   | 10着 |
| 初勝利     | 2007年4月7日   | 1回福島3日7R  | 4歳上500万円下         | トシツカサオー | 11頭 | 4    | 1着  |
| 重賞初騎乗 | 2007年11月4日  | 5回京都2日11R | ファンタジーステークス | リマレックス   | 14頭 | 10   | 10着 |
| 重賞初勝利 | 2008年9月7日   | 3回小倉8日10R | 小倉2歳ステークス      | デグラーティア | 16頭 | 3    | 1着  |
| GI初騎乗   | 2008年10月19日 | 4回京都4日11R | 秋華賞                 | ピサノジュバン | 18頭 | 17   | 12着 |
| GI初勝利   | 2009年10月25日 | 4回京都6日11R | 菊花賞                 | スリーロールス | 18頭 | 8    | 1着  |

| 年度   | 1着  | 2着  | 3着  | 騎乗数 | 勝率 | 連対率 | 複勝率 | 表彰                                |
| ------ | ---- | ---- | ---- | ------ | ---- | ------ | ------ | ----------------------------------- |
| 2007年 | 20   | 25   | 43   | 359    | .056 | .125   | .245   |                                     |
| 2008年 | 73   | 71   | 57   | 859    | .085 | .168   | .234   | 小倉ターフ賞                        |
| 2009年 | 50   | 71   | 82   | 789    | .063 | .153   | .257   | 中央競馬騎手年間ホープ賞            |
| 2010年 | 69   | 62   | 70   | 814    | .085 | .161   | .247   |                                     |
| 2011年 | 86   | 90   | 62   | 782    | .110 | .225   | .304   | 関西テレビ放送賞                    |
| 2012年 | 131  | 93   | 70   | 887    | .148 | .253   | .331   | 全国リーディング（JRAでの成績のみ） |
| 2013年 | 119  | 101  | 88   | 862    | .138 | .255   | .357   |                                     |
| 2014年 | 125  | 103  | 77   | 835    | .150 | .273   | .365   |                                     |
| 2015年 | 98   | 84   | 101  | 803    | .122 | .227   | .352   |                                     |
| 2016年 | 63   | 60   | 44   | 454    | .139 | .271   | .368   |                                     |
| 2017年 | 60   | 72   | 73   | 643    | .093 | .205   | .319   |                                     |
| 2018年 | 66   | 71   | 66   | 636    | .104 | .215   | .319   |                                     |
| 2019年 | 48   | 59   | 52   | 516    | .093 | .207   | .308   |                                     |
| 2020年 | 38   | 49   | 37   | 432    | .088 | .201   | .287   |                                     |
| 2021年 | 42   | 45   | 40   | 429    | .098 | .203   | .296   |                                     |
| 2022年 | 44   | 37   | 32   | 405    | .109 | .200   | .279   |                                     |
| 2023年 | 40   | 34   | 34   | 379    | .106 | .195   | .285   |                                     |
| 2024年 | 36   | 33   | 22   | 329    | .109 | .210   | .277   |                                     |
| 中央   | 1208 | 1160 | 1050 | 11213  | .107 | .211   | .304   |                                     |
| 地方   | 23   | 12   | 12   | 91     | .252 | .384   | .516   |                                     |

（2024年12月31日現在 JRA騎手名鑑より）

## 主な騎乗馬
太字はGI及びJpnI競走を示す。
- デグラーティア（2008年小倉2歳ステークス）[31]
- スリーロールス（2009年菊花賞）[32]
- テイエムアンコール（2010年大阪杯）[33]
- ブラウンワイルド（2010年小倉2歳ステークス）[34]
- レッドデイヴィス（2011年シンザン記念[35]・毎日杯）[36]
- ショウリュウムーン（2011年京都牝馬ステークス）[37]
- イタリアンレッド（2011年小倉記念）[38]
- エピセアローム（2011年小倉2歳ステークス）[39]
- マジンプロスパー（2012年阪急杯[40]・CBC賞）[41]
- ショウナンマイティ（2012年大阪杯）[42]
- ソリタリーキング（2012年東海ステークス）[43]
- エクスペディション（2012年小倉記念）[44]
- コレクターアイテム（2012年アルテミスステークス）[45]
- エーシントップ（2012年京王杯2歳ステークス[46]、2013年シンザン記念[47]）
- ハナズゴール（2013年京都牝馬ステークス）[48]
- メーデイア（2013年TCK女王盃[49]・マリーンカップ[50]・スパーキングレディーカップ[51]・レディスプレリュード[52]・JBCレディスクラシック[53]・2014年TCK女王盃[54]）
- グレープブランデー（2013年フェブラリーステークス）[55]
- グランプリボス（2013年マイラーズカップ）[56]
- コパノリチャード（2013年スワンステークス[57]、2014年阪急杯[58]）
- ミッキーアイル（2014年シンザン記念[59]、アーリントンカップ[60]、NHKマイルカップ[61]、スワンステークス[62]、2016年マイルチャンピオンシップ[63]）
- ウリウリ（2014年京都牝馬ステークス）[64]
- ショウナンパンドラ（2014年秋華賞）[65]
- アムールブリエ（2015年エンプレス杯・ブリーダーズゴールドカップ・名古屋グランプリ、2016年ブリーダーズゴールドカップ）[66]
- ミッキークイーン（2015年優駿牝馬[67]、秋華賞[68]、2017年阪神牝馬ステークス）
- ラブリーデイ（2015年天皇賞・秋 [69]）
- ロワジャルダン（2015年みやこステークス[70]）
- ダンスディレクター（2016年シルクロードステークス[71]）
- ロジクライ（2016年シンザン記念[72]）
- レーヌミノル（2016年小倉2歳ステークス）
- プラチナムバレット（2017年京都新聞杯）
- ダッシングブレイズ（2017年エプソムカップ）
- カシアス（2017年函館2歳ステークス）
- テーオーヘリオス（2018年北海道スプリントカップ）
- アイアンテーラー（2018年クイーン賞）
- イベリス（2019年アーリントンカップ）
- ロジャーバローズ（2019年東京優駿）
- グリム（2019年白山大賞典）
- ベストアクター（2020年阪急杯）
- ナムラクレア（2021年小倉2歳ステークス、2022年函館スプリントステークス、2023年シルクロードステークス、2023年キーンランドカップ）[73]
- メイショウハリオ（2021年みやこステークス、2022年マーチステークス、2022年・2023年帝王賞連覇、2023年かしわ記念、2025年川崎記念）[74]
- ソウルラッシュ（2022年マイラーズカップ）
- ボッケリーニ （2022年目黒記念、2023年鳴尾記念）
- ハヤヤッコ（2022年函館記念）
- サウンドビバーチェ（2023年阪神牝馬ステークス）[75]
- ゼルトザーム（2023年函館2歳ステークス）[76]
- サトノレーヴ（2024年函館スプリントステークス）
- メイショウタバル（2024年神戸新聞杯）
- リラエンブレム（2025年シンザン記念）
- セキトバイースト（2025年府中牝馬ステークス）

## エピソード
- 競馬学校時代の目標の騎手はクリストフ・スミヨンとランフランコ・デットーリである[77]。
- 2009年に結婚しており、娘がいる。
- 阪神競馬場には、2015年に開催されたジョッキーフェスティバル頃より同期である藤岡康太との『ジョッキーW壁ドン!』パネルが設置されている[78]。
- 落馬事故により亡くなった、親友でもある藤岡康太の合同葬では、競馬学校同期代表として弔辞を読み上げた[79]。